# Melissa López Osorio
Melissa López Osorio (Santa Rosa de Cabal, Risaralda, Colombia, 23 de diciembre de 1992) es una árbitra de fútbol hispano‑colombiana adscrita al CTA de Extremadura. En junio de 2025 ascendió a la Primera División Femenina (Liga F) para la temporada 2025‑26, tras varias campañas en la Primera Federación FUTFEM.

## Trayectoria
Se formó en el arbitraje extremeño, donde fue progresando por las categorías estatales del fútbol femenino. Dirigió dos encuentros en la Segunda Federación FUTFEM (2019‑20 y 2021‑22) y acumuló 29 en Primera Federación FUTFEM entre 2022 y 2025.
Durante la temporada 2024‑25 fue designada como cuarta árbitra en varios partidos de Liga F, como el Eibar–Athletic Club del 13 de octubre de 2024 y el Real Betis Féminas–Athletic del 9 de febrero de 2025.

## Estadísticas
Partidos en competiciones estatales femeninas (hasta el 17 de agosto de 2025):
| Competición               | Años      | Partidos | Tarjetas (A/R) |
| ------------------------- | --------- | -------- | -------------- |
| Segunda Federación FUTFEM | 2019–2022 | 2        | 10 / 1         |
| Primera Federación FUTFEM | 2022–2025 | 29       | 95 / 6         |

Fuente: BDFutbol (actualizado a 17/08/2025).